# Marienville
Marienville est une census-designated place située dans le comté de Forest, dans le Commonwealth de Pennsylvanie, aux États-Unis. Sa population s’élevait à 3 137 habitants lors du recensement de 2010.

## Histoire
La localité s’est appelée Marion, Marion Centre et Marionville.

## Personnalité liée à la ville
Le photographe T. J. Hileman est né à Marienville en 1882.

## Source
- (en) Cet article est partiellement ou en totalité issu de l’article de Wikipédia en anglais intitulé « Marienville, Pennsylvania » (voir la liste des auteurs).

1. ↑  (en) « Marienville, Pennsylvania », sur city-data.com (consulté le 17 avril 2020)
2. ↑  (en) « Domestic Names », sur geonames.usgs.gov (consulté le 16 novembre 2023).